# Ruházatfiziológia

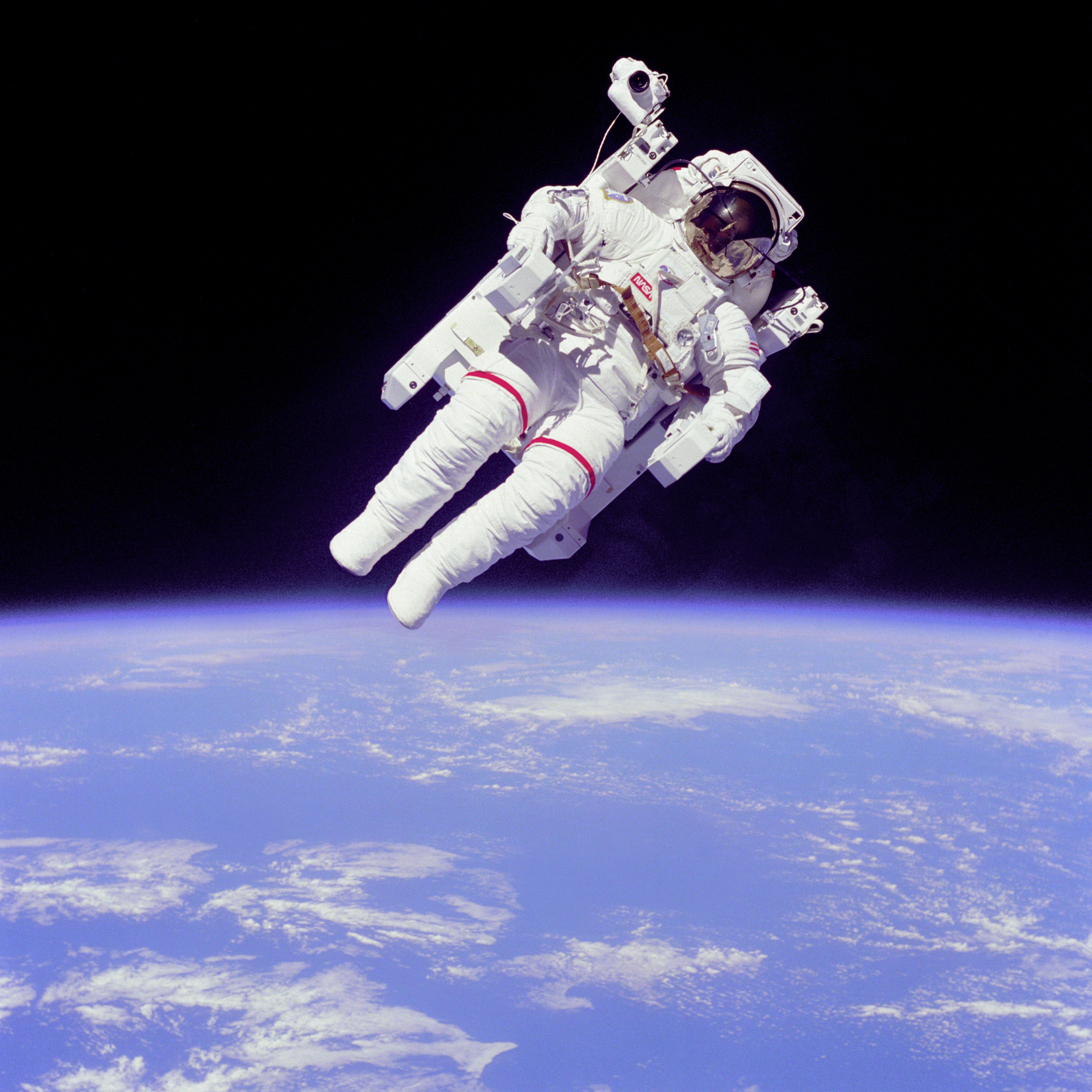
Űrruha: példa egy olyan ruházati rendszerre, amelynek tervezésénél nagy szerepet játszottak a ruházatfiziológia kutatási eredményei.

A ruházatfiziológia tudománya a ruházat és az emberi életfunkciók összefüggéseinek kutatásával foglalkozik. A ruházatfiziológiai kutatások célja az, hogy olyan ruházat tervezését tegyék lehetővé, amely az ember mindenkori tevékenységének legmegfelelőbb mikroklímát tudja biztosítani és ezzel a tevékenységhez optimális viselési körülményeket teremt. Jóllehet mindezt számos tényező befolyásolja, a szorosan vett ruházatfiziológia témaköre elsősorban a ruházat hatása az emberi test hő- és nedvességháztartására, valamint a bőrre gyakorolt mechanikai hatásokra (puhaság, tapadás, a bőrt irritáló esetleges érdesség) korlátozódik, mégpedig nem csak a nap közben, hanem az alvás közben viselt ruházat esetében is, hiszen a megfelelő mikroklíma a nyugodt és pihentető alvás egyik előfeltétele is.
A ruházatnak ugyanis határozott funkciója van, és a viselési körülmények alapvetően meghatározzák, mikor milyen ruházat viselése optimális. Azon kívül, hogy szépnek, praktikusnak, kényelmesnek, egészségesnek, jól és könnyen tisztán tarthatónak kell lennie, a ruházatnak fontos élettani szerepe is van, és az ebből eredő követelményeknek is eleget kell tennie. A ruházat viselésének élettani hatásai bonyolult fizikai folyamatokra vezethetők vissza, ezekkel foglalkozik a ruházatfiziológia.

## Történeti áttekintés
A ruházatnak az emberi testre gyakorolt hatását már az ókorban megfigyelték. Az i. e. 5. században élt Hippokratész A levegőről, a vizekről és a helyekről c. munkájában egyebek között a ma ruházatfiziológiának nevezett problémakörrel, ezen belül elsősorban az izzadás jelenségével foglalkozott. Kortársa, Empedoklész pedig a bőrlégzésre adott ma is érvényes magyarázatot. A 17. században Páduában élt Sanctorius a verejték kiválasztást és ennek a viselt ruházattal való összefüggését tanulmányozta. A 18. században angol, francia és német tudósok már kísérleti eredményekről számoltak be olyan kérdések kapcsán, amelyeket ma a ruházatfiziológia tárgykörébe sorolnak. A ma ruházatfiziológiának nevezett tudományágat azonban a 20. század 30-as éveiben alapozták meg valójában, amikor már nem csak orvosok, hanem fizikusok és textilipari szakemberek is bekapcsolódtak a problémakör elemzésébe. A második világháborút követően, a felgyorsult műszaki fejlődés hatására azután módszeresen, tudományos alapon kezdődtek meg a célirányos ruházatfiziológiai kutatások. Fontosságukat az űrutazások, valamint a munka- és sporttevékenységek teljesítményének növelésére irányuló törekvések nagy mértékben alátámasztották. Ma már neves kutatóintézetek foglalkoznak ezekkel a témákkal, korszerű mérési módszereket fejlesztettek ki az egyes ruházatfiziológiai tényezők pontos mérésére. Mindezek eredményei jelentős hatást gyakorolnak a textil- és a ruhaipar gyártmányfejlesztési tevékenységére is, hiszen ezeket a tulajdonságokat a helyes nyersanyagválasztás, az alkalmazott kelmeszerkezet és a konfekcionáláskor kialakított forma jelentős mértékben befolyásolja.

## Viselési kényelem
A viselési kényelem az a mérték, ahogyan a ruházat támogatja – vagy legalábbis a lehető legkisebb mértékben gátolja – a test funkcióit. Ide tartozik a mozgásszabadság biztosítása, a formai kialakítás célszerűsége, az, hogy a ruházat a bőrön kellemes érzetet keltsen (pl. ne karcoljon, sima tapintású legyen), de a legfontosabb a testhőmérséklet szabályozása. Egy ruházati rendszer (ami a testet borító összes ruhadarab együttesét jelenti) akkor minősíthető jónak, ha ilyen vonatkozásban jól működik – ellenkező esetben akadályozhatja a teljesítőképesség kifejtését.

## Test–klíma–ruházat

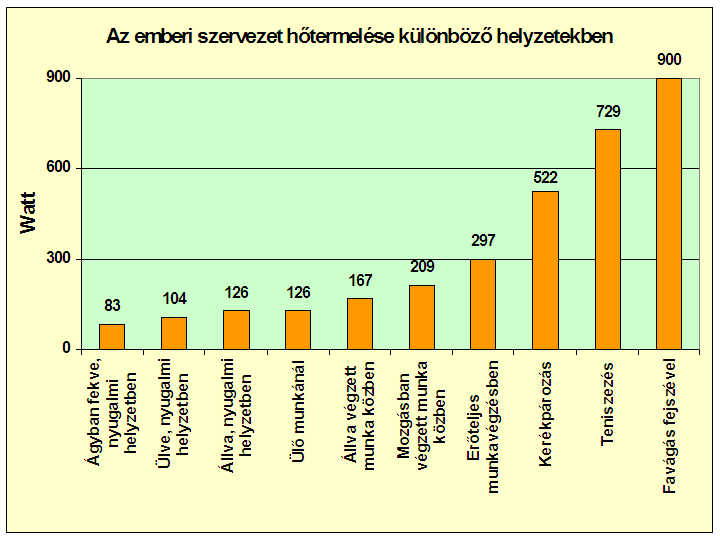

A ruházat egészének legfontosabb élettani funkciója az, hogy segítsen az emberi test hőmérsékletét viszonylag állandó értéken tartani. Ez az állandóság elsősorban a törzsben és a fejben nagyon fontos (kb. 37 °C), a napi ingadozások nem léphetik túl a 0,7–1,5 °C-ot. Ehhez az szükséges, hogy a hőtermelés és a hőleadás egyensúlyban legyen. A hőtermelés azonban erősen függ az ember mindenkori munkavégzésétől (a dolgozó izmokban a hőmérséklet meghaladhatja a 40 °C-ot is), a hőleadás pedig a környezeti hatásoktól. A testfelület és a ruházat külső rétege között mikroklíma alakul ki, sajátos hő- és nedvességviszonyokkal, amit a ruházat szerkezete, anyaga jelentősen befolyásol. Ezzel nagy mértékben meghatározza az ember közérzetét. Az ember a ruhájában akkor érzi magát kényelmesen, ha a bőrfelületnél 30–35 °C levegőhőmérséklet és 80% alatti relatív légnedvesség uralkodik.
Erőkifejtés közben az emberi test hőt termel, aminek egy részét a hőmérséklet-állandóság érdekében le kell adnia. Felöltözött embernél ez egyrészt a légzéssel, másrészt a bőrről a ruházaton át a környezetbe történő hőáramlással történik. Kilélegzéskor a környezeti levegőt melegítjük fel és nedvesítjük, ezért a lélegzéssel folyó hőleadás függ a lélegzés gyakoriságától (ez viszont a munkavégzés nehézségétől), valamint a környező levegő állapotától (hőmérsékletétől, nedvességtartalmától és áramlási sebességétől).
A ruházaton át történő hőközlésnek két módja van:
- a „száraz” hőközlés, azaz a hőáramlással (konvekcióval), hővezetéssel és hősugárzással a környezetnek leadott meleg (ez elsősorban a testfelület nagyságától és a ruházaton belül és azon kívül uralkodó hőmérséklet különbségétől függ), valamint

- az izzadság elpárologtatásával leadott hő, ami viszont függ attól, hogy az izzadságot a ruházat mennyire engedi át és az a ruházat felületéről (ismét csak a környezet állapotától függően) milyen gyorsan tud elpárologni.

Mindezekből az következik, hogy a felöltözött test hőháztartásában elsősorban a ruházat hőszigetelő képessége, nedvességáteresztő képessége és a ruházattal borított testfelület nagysága játszik szerepet.

## A ruházat hőszigetelő képessége
A hővezetéssel eltávozó hő mennyisége a belső és külső hőmérséklet különbségével, a párolgással távozó hő mennyisége pedig a ruházat alatti mikroklímában uralkodó gőznyomás és a környezet gőznyomása közötti különbséggel arányos. De ha a ruházat jó hőszigetelő, akkor a hővezetéssel távozó hőmennyiség még azonos hőmérséklet-különbség esetén is kisebb, mint egy rossz hőszigetelésű ruházat esetében, és hasonlóképpen befolyásolja a párolgásos hőveszteséget a ruházat nedvesség áteresztő képessége is. Ha ugyanis az izzadság nem juthat át a ruházaton, nem is tud elpárologni (mint például egyszerű műanyag fóliából készült esőkabát viselésekor), és ez kellemetlen közérzetet eredményez.
A nyugvó levegő igen jó hőszigetelő. A ruházatot alkotó rétegek hőszigetelő képessége az anyagtól és annak szerkezetétől függ. Több réteg ruha viselésekor a rétegek között mindig van több-kevesebb bezárt levegő, ami fokozza a hőszigetelést. Ezért előnyös ebből a szempontból a többrétegű öltözködés. Télen például a fehérnemű alkotja a belső réteget, erre kerül a felsőruha, majd a nagykabát. Maga a felsőruha is állhat több rétegből, egy zakónak például van belső bélése, közbélése, külső szövete, esetleg még mellény vagy pulóver is kiegészíti. A többrétegű öltözködésnek így nagyon jó a hőszigetelő képessége, de ha túl sok réteget kell magunkra venni, az már kényelmetlen lehet. Ezért az a jó, ha az egymásra kerülő ruhadarabok önmagukban is jó hőszigetelők, azaz ha azonos hőszigetelő képességet kevesebb réteggel tudunk elérni. Ebből a szempontból különös figyelmet érdemel a testre közvetlenül simuló fehérnemű, amely még a testmeleg levegőréteget zárja magába. Egy jó meleg fehérnemű esetleg többet ér, mint egy kívül hordott vastag pulóver.
A ruházat hőszigetelő képességének kifejezésére mérőszámot dolgoztak ki, ennek mértékegysége a „clo”; 1 clo = 0,155 m²K/W. A teljesen meztelen testre vonatkozó adat: 0 clo, egy T-ing hőszigetelő képessége 0,1 clo, egy hosszú ujjú pulóveré 0,3 clo, egy teljes öltönyé 1 clo. A hőszigetelő képességben nagy különbségek vannak, attól függően, hogy milyen szerkezetű és milyen anyagból van a ruhadarab. Jellemző például, hogy a közismerten jó hőszigetelő képességű gyapjúból mintegy 2,6-szor akkora hőszigetelő képességű kötött kelmét lehet készíteni, mint pamutból.

## A ruházat nedvességáteresztő képessége

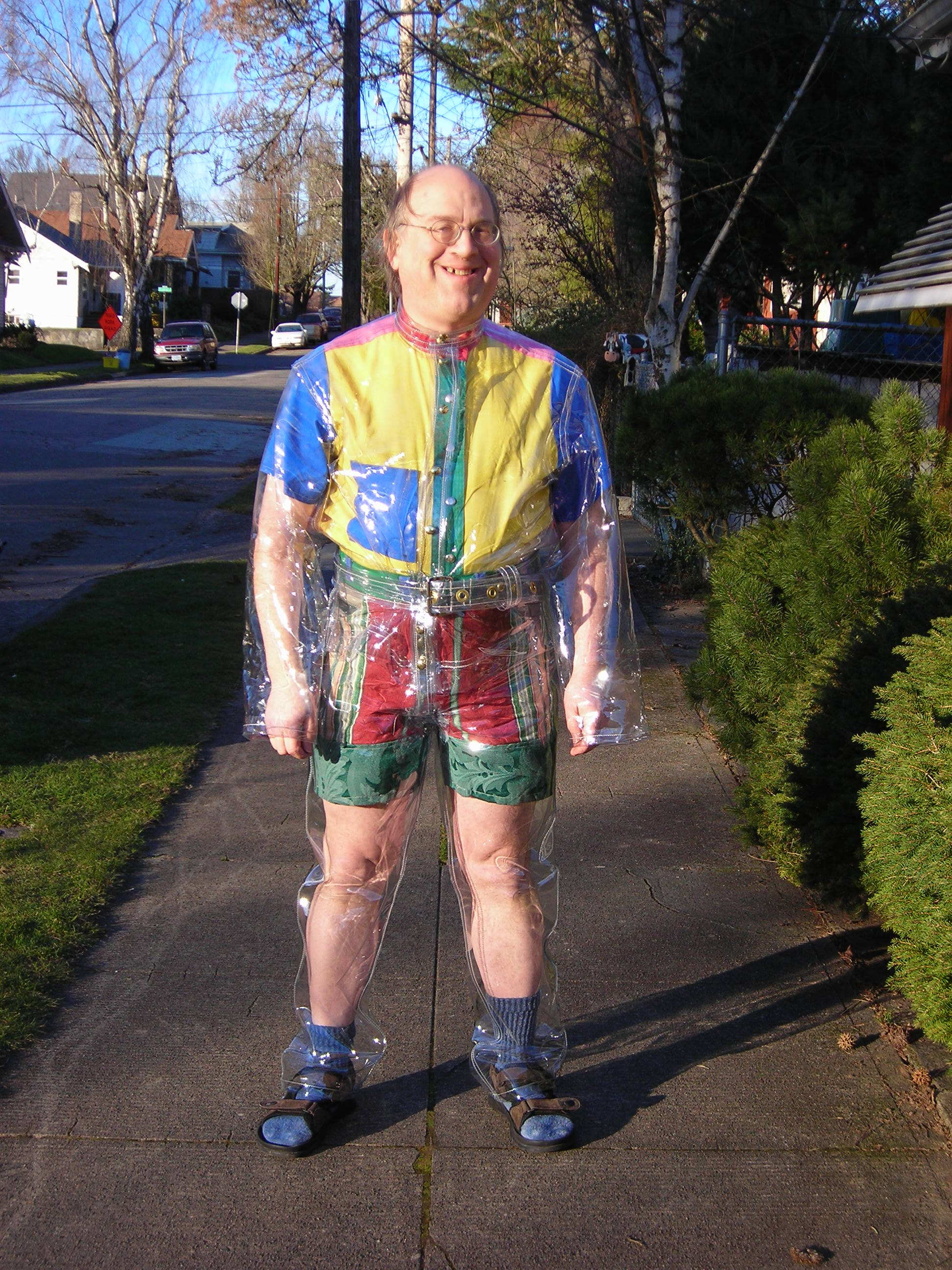
Ebben az öltözékben aligha érvényesülnek az optimális viselési körülmények: a teljesen zárt műanyag fólia alatt az izzadság nem képes elpárologni.

Míg a hőszigetelő képesség szempontjából az a jó, ha a ruházat minél zártabb szerkezetű, minél kevésbé engedi áramlani a levegőt a rétegek között, addig a nedvesség áteresztés azt kívánja, hogy a ruházat rétegei között a nedvesség vagy a pára ki tudjon áramlani a felszínre. Az izzadság kiáramlása a hajszálcsövesség elvén lehetséges. Ehhez az kell, hogy a bőrön képződött nedvességet az alsóruházat anyagát képező szálacskák a bennük lévő természetes üregek, valamint az egymás alatti szálak között kialakuló kis rések révén kivezessék egy külsőbb felületre. Ez a hatás egyrészt maguktól a szálaktól, azok szerkezetétől függ, nevezetesen attól, hogy vannak-e keresztmetszetükben üregek, másrészt a textilréteg szerkezetétől, vagyis attól, hogy kialakulnak-e a szálak között rések, és ezek milyen méretűek.
Amikor az ember erősen megizzad (például erős fizikai munka végzésekor, intenzív sportolás közben, vagy hőforrás közelében végzett tevékenység mellett), fontos, hogy az óránként akár 1 liternyi mennyiséget is kitevő izzadság gyorsan eltávozzék a bőrfelület közeléből. Ehhez olyan ruházat a legjobb, amelynek kelméje már eleve két rétegből áll: a belső réteg készüljön olyan anyagból, amely önmagában nem nedvesedik át (pl. poliészterből, polipropilénből), de jól átereszti a nedvességet, a külső réteg pedig legyen erősen nedvszívó (pl. pamut vagy viszkóz), amely ezt a nedvességet magában tudja tartani, ill. ahonnan az el is párologhat. Fontos követelmény e termékekkel szemben, hogy a két réteg között a nedvesség áramlása igen jól biztosítva legyen, és hogy ez a ruha jól simuljon a testfelületre. A kötött kelmék erre különösen alkalmasak és kifejezetten ilyen célra speciális kelmetípusokat fejlesztettek ki. Ezt a fajta öltözéket az ember nem érzi nedvesnek, akármennyire megizzad is benne, hiszen a belső, bőrrel érintkező réteg maga nem nedvesedik át.
Az izzadság elpárolgását megakadályozó (pl. műanyag fóliából készült) ruhadarabokat felhasználják sportolók izzasztására, akiknek rövid időn belül kell a súlyukat (pontosabban: tömegüket) átmenetileg csökkenteni (ökölvívók, birkózók, súlyemelők stb.). Az erős izzadságleadás akár több kilogrammnyi tömegveszteséget is előidézhet.

## A ruházat szellőző képessége
A viselési kényelmet fokozza, ha a ruházat belsejében levő levegő cserélődhet. A szellőzőképes ruházatból így a meleg és nedves levegő közvetlenül kijuthat a környezetbe, nem is kell áthatolnia a ruha rétegein. Ha teljesen víz- és légzáró ruházat borítja a testet (pl. egy műanyag fóliából készült esőkabát), akkor a hőegyensúly csakis ezen a módon tartható fenn. A ruha szellőző képességét elsősorban formai kialakításával, az alkalmazott konfekcionálási módszerekkel lehet biztosítani (pl. megfelelő helyeken nyílások kialakításával, a bőségméretek helyes megválasztásával stb.) – nem beszélve itt a speciális védőruházatok egészen sajátos megoldásairól.
Az utóbbi időkben egyre nagyobb jelentőségre tesznek szert az ún. „lélegzőképes” membránok, amelyek olyan apró, mikroszkopikus méretű nyílásokkal rendelkező szerkezetek, hogy a levegőt átengedik ugyan, de a vízmolekulák nem férnek át ezeken a nyílásokon. Ilyen membránok (pl. a Gore-Tex és az ehhez hasonló anyagok) bélésként való használatával olyan vízhatlan ruhadarabokat lehet készíteni, amelyek nem gátolják a levegő átáramlását, viszont a külső nedvesség behatolása ellen védenek.

## Viselési kényelem és bőrérzékenység
Azt, hogy egy közvetlenül a bőrrel érintkező ruhadarab milyen hatással van a bőrre, elsősorban a nyersanyag, a textília konstrukciója és a gyártásánál alkalmazott kikészítési műveletek határozzák meg. Ezektől függ, hogy a kelme mennyire lesz sima vagy esetleg érdes, puha vagy kemény fogású, tapad-e a bőrre vagy sem. Ma már fejlett műszeres mérési módszerek állnak rendelkezésre ezeknek a paramétereknek a számszerűsítésére is.
Ugyancsak ide tartozik, hogy egyes anyagok arra érzékeny embereknél allergiás tüneteket (kiütéseket, bőrelváltozást, légúti bántalmakat stb.) váltanak ki. Megfigyeltek például gyapjúra, nyúlszőrre, selyemre való túlérzékenységet, vagy vannak, akik egyes szintetikus szálasanyagokra érzékenyek. Az allergiás tüneteket azonban nem is mindig maga a szálasanyag, hanem a textíliák gyártásában vagy a színezésükhöz, kikészítésükhöz, mosásukhoz használt vegyszerek valamelyike okozza. Ugyancsak okozói lehetnek allergiás tüneteknek azok a mikroorganizmusok (gombák, baktériumok stb.), amelyek a textilanyagokban megtelepedhetnek. (Ez utóbbi ellen ma már egyre hatásosabb eljárásokat dolgoznak ki.) Azt, hogy bizonyos allergiás tüneteket az adott személyen pontosan mi idézi elő, többnyire csak részletes orvosi vizsgálattal lehet megállapítani, a védekezést, gyógykezelést pedig csak ennek ismeretében lehet megoldani – ha lehet egyáltalán.

## Mérési módszerek és eszközök

### A hő- és nedvességháztartás mérése
A ruházatfiziológiai kísérleteket klímakamrában elhelyezett, fűtött próbababákon végzik. A fűtés a különböző szimulált körülményeknek megfelelően testrészenként szabályozható és a klímakamrában is a vizsgált körülményeknek megfelelő hőmérséklet, légnedvesség és légáramlás állítható be. A baba beépített motorjaival mozgatható is, mintha járna, így a mozgás közben beálló változások is megfigyelhetők. A babán ill. a ráadott öltözéken elhelyezett érzékelők által szolgáltatott adatokat számítógépen rögzítik és értékelik.
A vizsgálatokhoz készítettek egy ún. bőrmodellt is. Mivel a próbababa nem izzad, az izzadsággal kapcsolatos vizsgálatokat ezen végzik el. Ez egy elektromos fűtéssel ellátott, apró lyukakkal készült fémlemez, amihez vizet vezetnek (ez helyettesíti az izzadságot) és amit a vizsgált textilanyaggal borítanak be. Hőmérsékletét a bőr hőmérsékletének megfelelően állítják be. Az így előkészített szerkezetet klímakamrában helyezik el, ahol a vizsgálati körülményeknek megfelelő hőmérsékletet, légnedvességet és légmozgást állítanak elő. Ily módon mérni tudják a ruhaanyag hőszigetelését, vízgőzáteresztő képességét, lélegzőképességét, az izzadságszállítást, a száradási időt stb. Mindezek fontos adatokat szolgáltatnak a vizsgált anyag ruházatfiziológiai értékeléséhez.

### A viselési kényelemmel összefüggő egyéb vizsgálatok[12]
Tapadás
Vizsgálható a ruhadarabnak az izzadt (nedves) testre tapadása ill. annak mértéke. Ennél egy porózus, szinterezett (elektrosztatikus porszórással érdesített) üveglap helyettesíti a bőrt, amelyet állandóan nedvesítenek (mintha „izzadna”) és egy készülék segítségével húzogatják rajta a vizsgálandó textilanyagot. Az ehhez szükséges erőkifejtést mérik, ami tehát utal arra, mennyire tapad a kelme az „izzadt bőrfelülethez”. A mért értékhez egy mérőszámot, ún. tapadási indexet rendelnek.
A ruhadarab és a test érintkezési pontjai
Megfelelő érzékelőkkel és egy képfeldolgozó rendszer segítségével a próbababán megszámlálják, hány helyen érintkezik a ruhadarab a bőrfelülettel. Ez összefüggésben van azzal is, hogy a kelme belső felülete mennyire bolyhos. Az érintkezési pontok számát az ún. felületérintkezési indexszel adják meg.
A kelme hajlékonysága
Ez a textiliparban már régóta rendszeresen vizsgált tulajdonság – amelynek mérésére nemzetközileg szabványosított módszerek állnak rendelkezésre – választ ad arra, hogy viselés közben mennyire érződik merevnek, keménynek a ruhadarab, mennyire kell arra számítani, hogy ez kellemetlen viselési érzetet kelt. Természetesen az a jó, ha a kelme minél lágyabb, minél hajlékonyabb.
Nedvszívó és nedvességtovábbító képesség
A közvetlenül a bőrön viselt ruházat igen fontos tulajdonsága a nedvszívó képessége ill. az, hogy mennyire és milyen gyorsan képes a nedvességet felszívni a bőrről és a külső rétegek felé továbbítani. A nedvességtovábbítás sebességét mérik és ebből egy mérőszámot, az ún. nedvességszállítási indexet alkotnak.
Az ergonómiai kényelem vizsgálata
A ruhadarab viselési kényelméhez nagyban hozzájárul, hogy annak mérete (ún. nagysága) megfelel-e az adott testméreteknek. Az ember a méreteihez képest túl szűk vagy túl bő ruhában nem érzi jól magát (azaz a ruhadarab „ergonómiailag kényelmetlen”) és az ilyen ruha emellett esztétikailag sem előnyös. Különösen munka- és védőruhák, egyes sportruhák esetében (ahol a viselési kényelem minden tekintetben nagyon fontos szempont) ennek vizsgálatát is elvégzik, sőt nemcsak a ruhadarab új korában, hanem mosás(ok) után is, hiszen van olyan textilanyag, amely mosás hatására változtatja a méretét (összemegy vagy kitágul), vagy amelynek varratai (pl. helytelen varrócérna-választás esetén) ráncosodnak és az adott helyen összehúzzák az anyagot.

### Minősítés
Az európai gyakorlat szerint a mérési eredményekből mutatószámokat alakítanak ki és ezek összesítésével 1-től 6-ig terjedő „osztályzatot” adnak a vizsgált ruhadarabnak (ahol az 1-es számít a legjobbnak, a 6-os a leggyengébbnek). Ez lehetőséget ad a hasonló termékek összehasonlító értékelésére. A tapasztalat azt mutatja, hogy egy ruhadarab viselési kényelmét kétharmad részben a hő- és nedvességháztartással összefüggő adatok, egyharmad részben pedig az egyéb viselési tényezők befolyásolják.

### Próbaviselés
A vizsgálatokat sok esetben próbaviselés egészíti ki. Ez azt jelenti, hogy a vizsgálandó ruhadarabot kiadják személyeknek, akik azt a vizsgálat céljainak megfelelő körülmények között és ideig viselik és beszámolnak személyes tapasztalataikról. Ezek a szubjektív értékelések fontos adalékokkal szolgálnak a műszeres mérések eredményeihez.

## Lásd még
- Intelligens textíliák

## Külső kapcsolatok
- Különböző ruhadarabok hőszigetelő képessége (angolul)
- Adatok az emberi test hőtermelésére különböző tevékenységeknél (angolul)
- A Hohenstein Institutes ruházatfiziológiával foglalkozó honlapja (német nyelven)
- Népszerűen a ruházatfiziológiáról (németül)
- Példák speciális sportruházatokra: magyar nyelven, angol nyelven